# Äggsjön (Härryda socken, Västergötland)
Äggsjön är en sjö i Härryda kommun i Västergötland och ingår i Göta älvs huvudavrinningsområde. Sjöns area är 0,037 kvadratkilometer och den befinner sig 100 meter över havet.